# Team17
Team17, formalmente Team17 Digital Ltd e spesso chiamata Team 17, è una compagnia produttrice di videogiochi britannica fondata nel 1990.
La sede principale dell'azienda è a Wakefield, presso il Paragon Business Park.
La compagnia è divenuta famosa soprattutto per lo sviluppo delle serie di Alien Breed e di Worms, ma ha sviluppato e pubblicato molti altri videogiochi di ogni genere. Molti dei loro primi titoli sono per il sistema Amiga, per il quale Team17 rappresenta un nome storico. Ora pubblica giochi per Microsoft Windows e tutte le maggiori console, generalmente realizzati da sviluppatori indipendenti.
Team17 Digital fa parte del gruppo Everplay Group plc avente la stessa sede principale, in precedenza chiamato Team17 Group plc, che comprende le divisioni Team17, Astragon e StoryToys.

## Storia

Il logo storico usato ai tempi dell'Amiga

Team17 deriva dalla 17 Bit Software, una piccola distributrice di shareware per Amiga dei tardi anni 1980. Poiché spesso i videogiochi in circolazione erano scialbe conversioni dall'Atari ST, Martyn Brown e Rico Holmes della 17 Bit ritennero di poter sviluppare, insieme ad altri appassionati, titoli originali che sfruttassero meglio le potenzialità dell'Amiga. Cambiarono perciò il nome in Team17 per lanciare una nuova azienda nel ramo dello sviluppo.
In particolare fu incorporata la piccola squadra di sviluppo anglo-svedese Team 7, che aveva realizzato Miami Chase.
A detta di Brown si formò un gruppo di abili esponenti della demoscene, spinto più dalla passione che dalla prospettiva di lavoro. Molti partecipavano da remoto, dalle proprie abitazioni in vari luoghi in Inghilterra, Svezia e altri Paesi. Si disponeva già di modem per comunicare dati, inizialmente a soli 14,4k, ma Brown viaggiava anche molto.
Il primo titolo vero e proprio realizzato fu Full Contact, un picchiaduro a incontri in stile realistico uscito nell'estate 1991. L'azienda decise di pubblicarlo  e distribuirlo autonomamente, al basso prezzo di 9,99 sterline, ed ebbe un buon successo di vendite.
Il titolo successivo, lo sparatutto Alien Breed, fu già uno dei capolavori della Team17, un grande successo seguito da una Alien Breed Special Edition che rimase almeno 33 settimane in testa alle classifiche di vendita dei giochi a basso prezzo per Amiga.
Ulteriori titoli di grande rilievo furono Assassin, ispirato a Strider, e Project-X, ispirato a Gradius. In soli due anni Team17 divenne uno dei più attivi sviluppatori britannici, che sull'Amiga otteneva grafica e gameplay di qualità paragonabile agli arcade.
Furono considerate anche altre piattaforme, in particolare secondo Brown nel 1992 l'azienda arrivò vicina a passare al Mega Drive, poiché riceveva numerose proposte commerciali di sviluppare per la console. Tuttavia per ora decise di restare legata all'Amiga e di restare del tutto autonoma, dalla concezione fino alla pubblicazione dei giochi.
Team17 si specializzò maggiormente nella pubblicazione, facendo anche da editrice di titoli sviluppati esternamente con la propria collaborazione, cominciando da Assassin. I talenti dell'Amiga si offrivano volentieri di lavorare con Team17, e furono coinvolti nomi noti dell'epoca come il musicista Allister Brimble, il grafico Eric Schwartz e il programmatore Jamie Woodhouse.
L'azienda accelerò il passo e nel corso del 1993 uscirono ben 10 videogiochi e 5 raccolte, ma senza rinunciare alla qualità; l'annata comprende titoli importanti come Alien Breed II, Superfrog e Body Blows. L'azienda ricevette un premio di Software house dell'anno ai Golden Joystick Awards, a pari merito con l'enorme Electronic Arts.
In seguito però l'Amiga iniziò il suo declino, nonostante il lancio di Amiga 1200 e CD32, che non ebbero il successo sperato. Ad aprile 1994 la Commodore chiuse e la produzione di hardware Amiga cessò, ma Team17 continuò ancora a sviluppare per il sistema, che aveva una solida base di utenti. Anzi, in questo periodo riuscì a produrre altri capolavori.
In particolare nel 1995 uscì Worms, che iniziò la serie di maggiore successo dell'azienda. Il primo Worms deriva da un demo amatoriale di Andy Davidson; quando fu presentato alla fiera ECTS, la Team17 capì che era un titolo da pubblicare, lo acquisì, lo fece riprogrammare e gli diede il nome Worms. Il gioco per Amiga fu un successo di critica e di pubblico, ma ormai era evidente la necessità di estenderlo a diversi altri sistemi.
In breve la Team17 si trasformò da alfiere dell'ormai tramontante Amiga a sviluppatore noto e apprezzato in tutto il mondo.
Non aveva comunque ancora finito con l'Amiga e in particolare con i sistemi della sua ultima generazione; nel 1996 uscì Alien Breed 3D II: The Killing Grounds, dalla grafica sbalorditiva, e nel 1997 Worms: The Director's Cut, ultimo titolo per Amiga dell'azienda, ancora affidato principalmente ad Andy Davidson e ancora elogiato dalla critica, ma vendette solo 4000 copie.
Le piattaforme di interesse dell'azienda rimasero poi il PC e le varie console. In particolare ha continuato a lungo a produrre i seguiti della serie Worms; il passaggio al 3D non ha raggiunto i fasti dei primi titoli, ma si è continuato a realizzare anche nuovi capitoli in 2D.
Nel 2006 Team17 era arrivata a circa 40 progetti, 150 stock keeping unit e 12-14 milioni di giochi venduti.
Dopo essersi concentrata, per molti anni e con successo, soprattutto nello sviluppo della serie Worms, nel 2013 la Team17 annunciò l'intenzione di tornare a fare da editrice di titoli esterni, cercando di scoprire proprietà intellettuali nuove e in particolare supportando i videogiochi indipendenti. Iniziò con Light, uno stealth minimalista di una piccola sviluppatrice di Brighton.
Nel 2014 venne aperta una sede a Nottingham da dedicare alle attività commerciali e di pubblicazione.
Nel 2015, dopo un anno e mezzo passato a pubblicare titoli indipendenti e a espandere il proprio ramo di editoria e sviluppo collaborativo, vinse il titolo di Publishing Hero (lett. "Eroe della pubblicazione") ai premi annuali di Develop. Tra i suoi successi in questo periodo c'erano stati The Escapists, LA Cops, Overruled! e Schrödinger's Cat.
Sebbene sia sempre nota come "l'azienda di Worms", e ancora lo è, nel 2017 il giro d'affari della Team17 era costituito per metà dalle proprietà intellettuali di suo possesso e per metà dalla pubblicazione di giochi sviluppati da terzi, ai quali si erano aggiunti le serie di Overcooked!, Yooka-Laylee e altri.
Dal 2018 Team17 è quotata in borsa al London Stock Exchange, ciò le dà grandi disponibilità finanziarie per acquisizioni (come fece già nel 2016 con la proprietà di The Escapists e della sua sviluppatrice Mouldy Toof). Volendo potrebbe anche avviare costosi progetti AAA, ma ha dichiarato di voler continuare a dedicarsi a più piccoli ma redditizi prodotti indipendenti.
Nel 2025 il gruppo societario Team17 Group ha cambiato nome in Everplay Group, mantenendo invariate le principali società del gruppo: Team17 Digital che è l'etichetta editrice di giochi indipendenti, StoryToys acquisita nel 2021 e specializzata in edutainment per bambini, e Astragon Entertainment acquisita nel 2022 e specializzata in simulazioni di attività lavorative.

## Videogiochi
Elenco completo o quasi dei videogiochi pubblicati da Team17. Solo alcuni, soprattutto nei primi anni, sono sviluppati internamente.
- Addiction Pinball (1998)
- Age of Darkness: Final Stand (2021)
- Ageless (2020)
- Alien Breed (1991)
- Alien Breed II: The Horror Continues (1993)
- Alien Breed 2: Assault (2010)
- Alien Breed 3: Descent (2010)
- Alien Breed 3D (1995)
- Alien Breed 3D II: The Killing Grounds (1996)
- Alien Breed: Evolution (2009)
- Alien Breed Special Edition (1992)
- Alien Breed: Tower Assault (1994)
- Allegiance (1996, mai completato)[24]
- Amber Isle (2024)
- Apache & Overdrive (1993, demo per Amiga allegati ad alcuni altri giochi dell'azienda)
- Apydia (1992)
- Arcade Pool (1994)
- Arcade Pool II (1999)[19]
- Arcade Snooker (1995, allegato alla rivista CU Amiga)
- Army Men: Major Malfunction (2006)
- Assassin (1992)
- Assassin Special Edition (1994)
- ATR: All Terrain Racing (1995)
- Automachef (2019)
- Autopsy Simulator (2024)
- Aven Colony (2017)
- Batora: Lost Haven (2022)
- Before We Leave (2020)
- Beyond Eyes (2015)
- Blasphemous (2019)
- Blasphemous II (2023)
- Body Blows (1993)
- Body Blows Galactic (1993)
- Border Bots VR (2024)
- Bravery & Greed (2022)
- Cardiaxx (1991)
- Classified: France '44 (2024)
- Conscript (2024)
- Crown Trick (2020)
- Date Everything! (2025)
- Dredge (2023)
- Epic Chef (2021)
- The Escapists (2015)
- The Escapists: The Walking Dead (2015)
- The Escapists 2 (2017)
- F17 Challenge (1993)
- Final Over: Arcade Sports Cricket (1995, mai completato)
- Flockers (2014)
- Forged Battalion (2018)
- Full Contact (1991)
- Genesis Alpha One (2019)
- Going Under (2020)
- Golf with Your Friends (2016)
- Gord (2023)
- Greak: Memories of Azur (2021)
- Hammerting (2020)
- Hay Ewe (2014)
- Headbangers: Rhythm Royale (2023)
- Hell Let Loose (2019)
- Hokko Life (2021)
- Honey, I Joined a Cult (2021)
- Interplanetary: Enhanced Edition (2017)
- Killer Frequency (2023)
- King of Seas (2021)
- King of the Castle (2023)
- King of Thieves (1995, per Amiga[25], mai completato)
- Kingpin: Arcade Sports Bowling (1995)
- The Knight Witch (2022)
- LA Cops (2015)
- The Legend of Bum-Bo (2019)
- Leisure Suit Larry: Box Office Bust (2009)
- Lemmings (2006)
- Lethal VR (2016)
- Light (2014)
- Main Assembly (2020)
- Marauders (2022)
- Monster Sanctuary (2019)
- Moving Out (2020)
- Moving Out 2 (2023)
- Mugsters (2018)
- My time at Portia (2018)
- Narita Boy (2021)
- Neon Abyss (2020)
- Nice Day for Fishing (2025)
- Nightlong: Union City Conspiracy (1998)
- Not a Hero (2015)
- OlliOlli2: Welcome to Olliwood (2015)
- Onlineworms (2001, dato in licenza)
- Overcooked! (2016)
- Overcooked! Special Edition (2017)
- Overcooked! 2 (2018)
- Overdrive (1993)
- Overruled! (2015)
- Penarium (2015)
- Phoenix (1999)
- P.I.G. (1998, mai completato)[26]
- Planet Alpha (2018)
- Project-X (1992)
- Project-X Special Edition 93 (1993)
- Pussies Galore (1995, mai completato)
- Qwak (1993)
- Raging Justice (2018)
- Rogue Heroes: Ruins of Tasos (2021)
- Rogue Point (2025)
- The Room (2012)
- Schrödinger's Cat and the Raiders of the Lost Quark (2014)
- The Serpent Rogue (2022)
- Sheltered (2015)
- Sheltered 2 (2021)
- Ship of Fools (2022)
- Silverball (1993)
- The Speris Legacy (1996)
- Stunt GP (2001)
- Sunday Gold (2022)
- Super Magbot (2021)
- Superfrog (1993)
- Super Stardust (1994)
- The Survivalists (2020)
- Sweet Transit (2022)
- Sword Legacy Omen (2018)
- Sworn (2025)
- Thalassa: Edge of the Abyss (2024)
- Thymesia (2022)
- Trepang² (2023)
- Ultimate Body Blows (1994)
- Undead Inc. (2024)
- The Unliving (2022)
- Waggle-O-Mania (1992, allegato alla rivista The One)[27]
- Waggle-O-Mania 2 (1994, allegato alla rivista The One)
- Warcana (2024)
- World Rally Fever: Born on the Road (1996)
- Worms (1995)
- Worms (2007)
- Worms Crazy Golf: Carnival Course
- Worms 2 (1997)
- Worms 2: Armageddon (2009)
- Worms 3D (2003)
- Worms 4 (2016)
- Worms 4: Mayhem (2005)
- Worms Armageddon (1999)
- Worms: Battlegrounds (2014)
- Worms: Battle Islands (2010)
- Worms Blast (2002)
- Worms: Clan Wars (2013)
- Worms Crazy Golf (2007)
- Worms: The Director's Cut (1997)
- Worms Forts: Under Siege (2004)
- Worms: Open Warfare (2006)
- Worms: Open Warfare 2 (2007)
- Worms Pinball (2011)
- Worms Reinforcements (1995)
- Worms: Reloaded (2010)
- Worms: Revolution (2012)
- Worms Revolution Extreme (2013)
- Worms Rumble (2020)
- Worms: A Space Oddity (2008)
- Worms: Ultimate Mayhem (2011)
- Worms World Party (2001)
- Worms W.M.D (2016)
- X2 (1996)
- Yoku's Island Express (2018)
- Yooka-Laylee (2017)
- Yooka-Laylee and the Impossible Lair (2019)